# 巩留牛场
巩留牛场，是中华人民共和国新疆维吾尔自治区伊犁哈萨克自治州巩留县下辖的一个乡镇级行政单位，位于新疆巩留县城东北3.5公里处，东买里乡大营盘村以北。是1956年由伊犁哈萨克自治州投资建起的县级种牛场。1970年划归巩留县辖，并降为科级单位。

## 行政区划
巩留牛场下辖以下地区：
农田一队、农田二队、农田三队、农田四队、农田五队、良种牛队、马队、良繁队、巴本库热队、牛队和牛场羊队。